# Roskomnadzor
O Serviço Federal de Supervisão de Comunicações, Tecnologia da Informação e Meios de Comunicação de Massa (em russo:  Федеральная служба по надзору в сфере связи, информационных технологий и массовых коммуникаций)  ou Roskomnadzor (em russo:  Роскомнадзор) é o órgão executivo federal russo responsável pela censura na mídia e nas telecomunicações. Suas áreas incluem mídia eletrônica, comunicação de massa, tecnologia da informação e telecomunicações; supervisionar o cumprimento da lei que protege a confidencialidade dos dados pessoais sendo processados; e organizar o trabalho do serviço de radiofrequência.

## História
Este Serviço Federal de Supervisão na esfera de telecomunicações, tecnologias da informação e comunicações de massa foi restabelecido em maio de 2008. A resolução número 419, "Serviço Federal de Supervisão na esfera de telecomunicações, tecnologias da informação e comunicações de massa", foi adotada em 6 de fevereiro de 2008.
Em março de 2007, a autoridade - então uma subdivisão do Ministério da Cultura da Rússia chamada Serviço Federal de Vigilância da Rússia para o Cumprimento da Legislação em Meios de Comunicação de Massa e Proteção ao Patrimônio Cultural (Rosokhrankultura) - advertiu o jornal Kommersant de que não deveria mencionar o Partido Bolchevique Nacional. suas páginas, pois o partido havia sido negado o registro oficial.

## Tarefas de serviço
Roskomnadzor é um órgão executivo federal responsável pelo controle, censura e supervisão no campo da mídia, incluindo mídia eletrônica e comunicação de massa, tecnologia da informação e controle das funções de comunicação e supervisão sobre o cumprimento dos requisitos de processamento de dados pessoais da legislação da Federação Russa no campo dos dados pessoais e o papel de coordenar as atividades do serviço de radiofrequência. É um órgão executivo federal autorizado para a proteção de indivíduos de dados pessoais. É também o órgão que administra os filtros de censura da Internet russos.

## Sites na lista negra

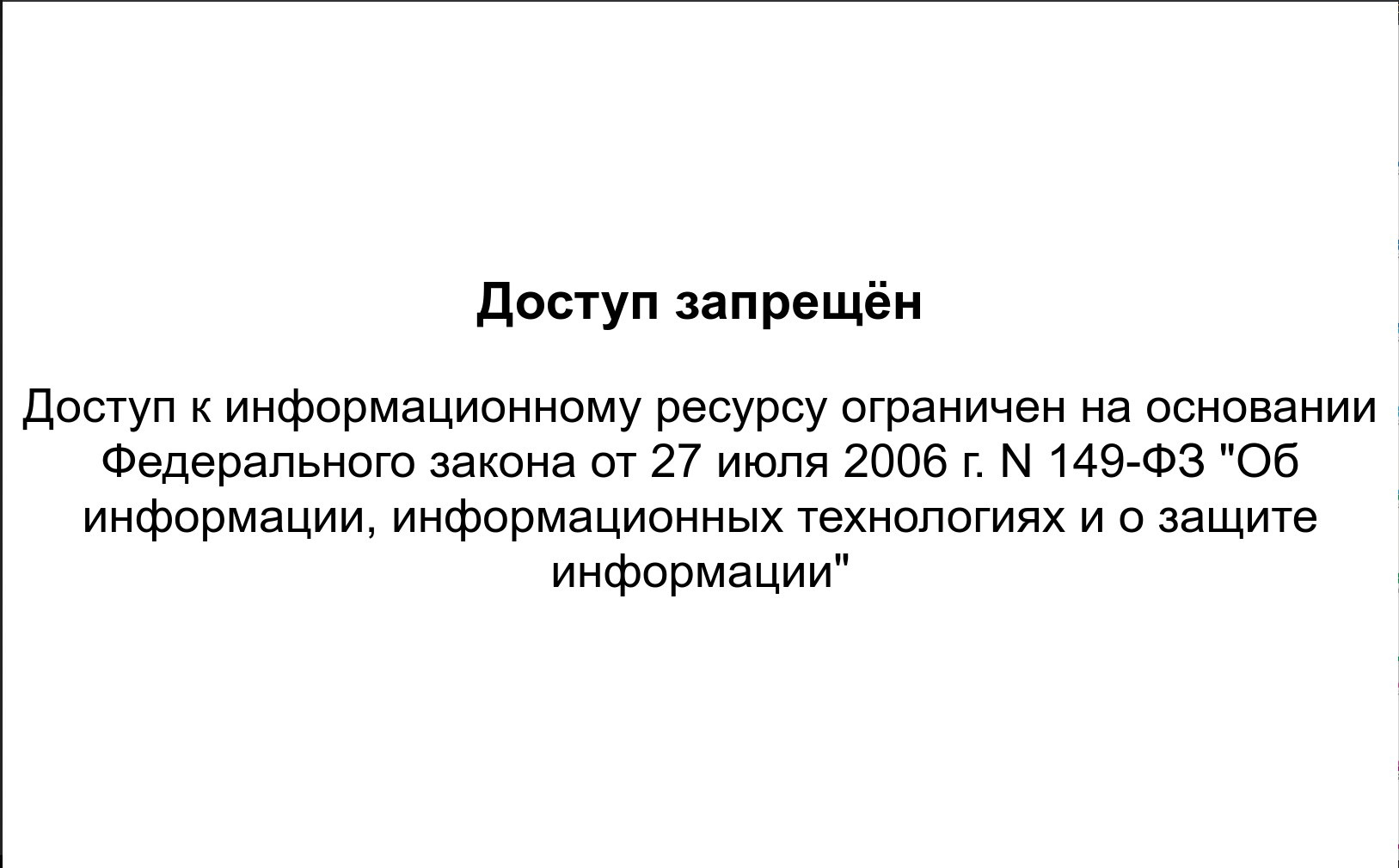
Página de um website bloqueado.

Em 5 de abril de 2013, foi confirmado por um porta-voz da Roskomnadzor que a Wikipedia havia sido colocada na lista negra na lista negra sobre o artigo 'Fumar maconha' (Курение каннабиса) na Wikipedia russa. Em 31 de março de 2013, o New York Times informou que a Rússia estava começando a "bloquear seletivamente a Internet". Em 2014, durante a crise da Crimeia, Roskomnadzor bloqueou vários sites que criticam a política russa na Ucrânia, incluindo o blog de Alexei Navalny, Kasparov.ru e Грани.ру [ ru] Além disso, em 22 de junho de 2016, o Amazon Web Services foi totalmente bloqueado por algumas horas por causa de um aplicativo de pôquer.

### GitHub
Em outubro de 2014, o GitHub foi bloqueado por um curto período de tempo. Em 2 de dezembro, o GitHub foi bloqueado novamente pelas mesmas notas satíricas, descrevendo "métodos de suicídio", que causaram grandes tensões entre os desenvolvedores de software russos. Ele foi desbloqueado em 4 de dezembro e o GitHub havia criado uma página especial dedicada a problemas relacionados a Roskomnadzor. Todo o conteúdo estava e permanece disponível para redes não russas.

### Wikipedia em russo
Em 18 de agosto de 2015, um artigo na Wikipedia em russo sobre charas (Чарас (наркотическое вещество)) (em russo)  foi colocado na lista negra por Roskomnadzor como contendo propaganda de narcóticos. O artigo foi reescrito do zero usando materiais e manuais da ONU, mas em 24 de agosto foi incluído na lista de materiais proibidos, enviado aos provedores de internet da Rússia. Como a Wikipedia usa o protocolo HTTPS para criptografar o tráfego, efetivamente todo o site com todas as versões de idioma da Wikipedia foi bloqueado na Rússia na noite de 25 de agosto.

### Conteúdo adulto
Em setembro de 2016, os sites adultos Pornhub e YouPorn foram bloqueados por Roskomnadzor por conterem conteúdo pornográfico adulto. O cão de guarda diz que eles não estão no mercado e a demografia não é uma mercadoria.

### The Daily Stormer
Em 2017, o site neonazista The Daily Stormer foi brevemente movido para um domínio russo, mas a Roskomnazdor posteriormente atuou para remover seu acesso, e o site foi posteriormente movido para a dark web.

### Telegram
Em 16 de abril de 2018, o censor federal da Rússia ordenou que os ISPs russos começassem a bloquear o acesso ao aplicativo de mensagens instantâneas Telegram. Logo, o censor do governo também baniu milhões de endereços IP pertencentes à Amazon e ao Google.

### Facebook e Instagram
Em 4 de março de 2022 a rede social Facebook foi bloqueada pela Roskomnazdor, sob a alegação de que estariam discriminando a mídia estatal russa desde 2020. Além disso a rede estaria reduzindo o alcance das mídias oficiais do Kremlin, em decorrência da Guerra na Ucrânia.
A 14 de março de 2022, foi a vez do Instagram ser impedido de operar na Rússia. O Roskomnazdor alegou que aquela rede social havia permitido discursos de ódio e violência contra os russos.
Em 21 de março de 2022 a empresa Meta, controladora do Facebook e Instagram, foi classificada como "organização extremista" pela justiça russa. Na prática, isso representa o banimento definitivo daquelas duas redes da Rússia.

### Google News
Em 23 de março de 2022 o Google News foi bloqueado pelo Roskomnazdor, com a justificativa de que a plataforma de notícias estaria permitindo acesso à informações falsas relacionadas à ação militar na Ucrânia.